# Trachymela
Trachymela là một chi bọ cánh cứng trong họ Chrysomelidae.
Chi này được miêu tả khoa học năm 1908 bởi Weise.

## Các loài
Các loài trong chi này gồm:
- Trachymela biondii Daccordi, 2003
- Trachymela cristata Daccordi, 2003
- Trachymela lyncea Daccordi, 2003
- Trachymela nitmiluka Daccordi, 2003